# Brachysybra unicolor
Brachysybra unicolor är en skalbaggsart som beskrevs av Stefan von Breuning 1957. Brachysybra unicolor ingår i släktet Brachysybra och familjen långhorningar. Inga underarter finns listade.